# 平石中央小学校前停留場
平石中央小学校前停留場（ひらいしちゅうおうしょうがっこうまえていりゅうじょう）は、栃木県宇都宮市下平出町にある宇都宮ライトレール宇都宮芳賀ライトレール線の停留場。
当駅はWILLER TRAINS宮福線の福知山市民病院口駅と野岩鉄道会津鬼怒川線の上三依塩原温泉口駅に並び、漢字のみの表記では日本一長い駅名（8文字）である。

## 概要
栃木県道158号下岡本上三川線（辰街道）に面した専用軌道上にある。仮称は「下平出」であった。

## 歴史
- 2021年（令和3年）4月23日：停留場名決定[5]。
- 2023年（令和5年）8月26日：開業[3][4]。

## 停留場構造
相対式ホーム2面2線で、芳賀・高根沢工業団地方面のプラットホームと宇都宮駅東口方面のプラットホームを向かい合わせで配置した構造である。

### のりば
| 番線 | 路線          | 方向 | 行先                     |
| ---- | ------------- | ---- | ------------------------ |
| 1    | ■ライトライン | 下り | 芳賀・高根沢工業団地方面 |
| 2    | ■ライトライン | 上り | 宇都宮駅東口方面         |

## 利用状況
- 2024年2月時点での1日平均乗降人員は平日約100人・休日約100人である[7]。
- 2024年（令和6年）11月第2週の1日平均乗降人員は平日約140人・休日約90人である[8]。

## 停留場周辺
田園風景が広がり、民家が点在する。停留場の名称の由来となった公立小学校は近隣にある。南北を貫く栃木県道158号線沿いを北へ進むと事業所や工場が数軒あり、そのまま北へ抜けると栃木県道64号線に至る。南へ抜けると栃木・茨城県道1号線に至るが、こちらは停留場からやや離れた所を通る。
- 宇都宮市平石地区市民センター
- 宇都宮市立平石中央小学校
- ハイレックスコーポレーション宇都宮技術センター
- 東京ファインフーズ栃木工場
- 太子堂（下平出町）[9]
- 星宮神社（下平出町）
- 栃木県道64号宇都宮向田線（鬼怒通り）
- 栃木県道158号下岡本上三川線（辰街道）
- 柳田街道
- 関東バス「平石小学校前」停留所 - 栃木県道158号線沿い

## 隣の停留場
宇都宮ライトレール
■宇都宮芳賀ライトレール線
快速（平日朝下りのみ運転）
通過
各停
平石停留場 (07) - 平石中央小学校前停留場 (08) - 飛山城跡停留場 (09)